# Henry Winkler

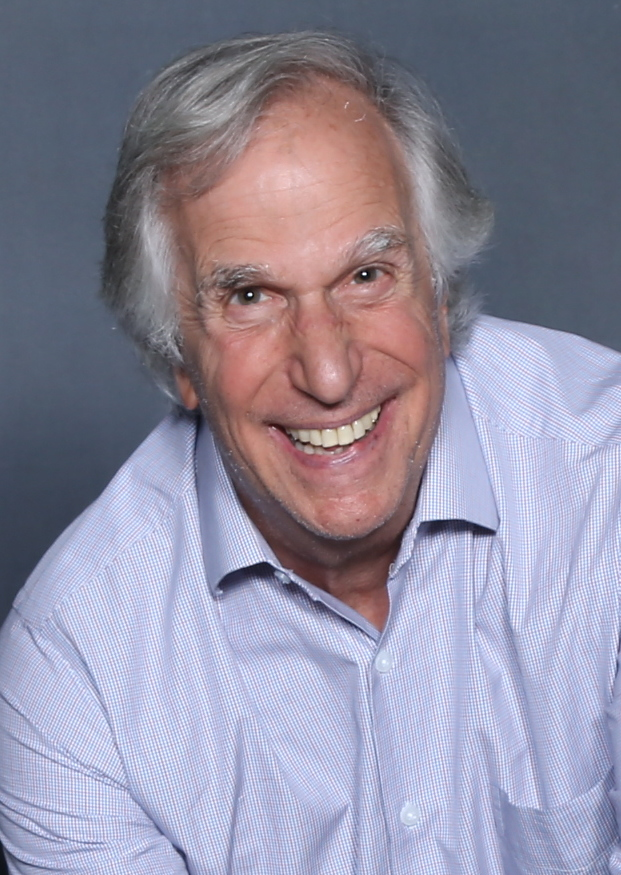
Henry Winkler (2018)

Henry Franklin Winkler (* 30. Oktober 1945 in New York City) ist ein US-amerikanischer Schauspieler, Regisseur und Filmproduzent. Bekannt geworden ist er durch die Rolle des Arthur Fonzarelli in der Sitcom Happy Days.

## Leben
Henry Winklers jüdische Eltern, Harry Irving Winkler (1903–1995) und Ilse Anna Maria Winkler (geb. Hadra, 1913–1999), flohen 1939 am Vorabend des Zweiten Weltkriegs aus Deutschland in die USA. Die Eltern ließen sich in New York City nieder, wo Henry am 30. Oktober 1945 geboren wurde. Sein Vater war Manager in einer Holzfirma. Winkler absolvierte im Jahr 1967 das Emerson College und 1970 die Yale School of Drama. 1978 verlieh ihm das Emerson College die Ehrendoktorwürde im Bereich Literatur.
Winkler ist seit 1978 mit Stacey Weitzman verheiratet, sie hat einen Sohn mit in die Ehe gebracht, gemeinsam hat das Ehepaar noch eine Tochter (* 1980) und einen Sohn (* 1983), Max Winkler. Henry Winklers Cousin war der Schauspieler Richard Belzer.

## Karriere
Am Anfang der 1970er Jahre trat er in diversen Fernsehserien auf. Im Filmdrama Brooklyn Blues – Das Gesetz der Gosse spielte er 1974 neben Sylvester Stallone eine der größeren Rollen. Von 1974 bis 1984 spielte er in der Fernsehserie Happy Days die Rolle des Arthur „Fonzie“ Fonzarelli, die ihm den Durchbruch brachte. Ursprünglich war die Figur nur als Nebenrolle angelegt, doch die Figur des coolen Fonzie entwickelte sich bald zu einem Publikumsliebling und Sexsymbol. Winkler erfuhr daraufhin eine Hochstufung zum Hauptdarsteller. Noch Jahrzehnte später wählte die amerikanische Fernsehzeitschrift TV Guide die Figur des Fonzie auf Platz 4 der ikonischsten amerikanischen Fernsehcharaktere. Für die Darstellung erhielt Winkler zwei Auszeichnungen mit dem Golden Globe Award und drei Emmy-Nominierungen.
Der Erfolg von Happy Days brachte Winkler auch mehrere Hauptrollen für Kinofilme. Für die Hauptrolle in der Komödie Helden von heute, in der neben Winkler Sally Field und Harrison Ford auftraten, war er 1978 für einen Golden Globe nominiert. Er lehnte in dieser Zeit auch die Hauptrolle in dem wie Happy Days in der Zeit um 1960 spielenden Film Grease ab, die dann an John Travolta ging. Für seine Rolle als Wall Street-Broker Chuck Lumley in der Komödie Nightshift – Das Leichenhaus flippt völlig aus von Ron Howard war er 1983 erneut für den Golden Globe nominiert.
Nach dem Ende von Happy Days war Winkler stark auf die Figur von Fonzie festgelegt, weshalb er in den nachfolgenden Jahren vorrangig hinter der Kamera arbeitete. Er arbeitete bei verschiedenen Film- und Fernsehprojekten als Regisseur und Produzent. Er war unter anderem an der Entwicklung der Fernsehserie MacGyver beteiligt, von 1985 bis 1992 war er einer der Executive Producer dieser erfolgreichen Serie. Bei dem Drama All the Kids Do It mit George Dzundza und Danny DeVito führte er 1984 die Regie; hierfür war er 1984 für den Daytime Emmy nominiert und gewann den Preis als Produzent.
Anfang der 1990er-Jahre kehrte er wieder in größeren Rollen vor die Kamera zurück, unter anderem als Hauptdarsteller des Fernsehfilms Zwischen Leben und Tod (1991) und der kurzlebigen Serie Monty. Im Kino verlegte er sich vor allem auf Charakterrollen und manchmal schräge Nebenfiguren, etwa als Schuldirektor im Horrorfilm Scream – Schrei! (1996) oder als American-Football-Coach in Waterboy – Der Typ mit dem Wasserschaden (1998) neben Adam Sandler.  In der Komödie Klick trat er 2006 an der Seite von Sandler, Kate Beckinsale und Christopher Walken auf. In der Fernsehserie Royal Pains hatte er von 2010 bis 2014 eine wiederkehrende Nebenrolle. In der Serie Arrested Development stand er von 2003 bis 2019 wiederkehrend als inkompetenter Anwalt Henry Zuckerman vor der Kamera. Seit 2018 ist er in einer Hauptrolle in der Fernsehserie Barry zu sehen, für dessen Darstellung er einen Emmy als „bester Nebendarsteller in einer Comedyserie“ erhielt.
Als Autor hatte Winkler bis zum Jahr 2019 insgesamt 29 Kinderbücher verfasst. Gemeinsam mit der Autorin Lin Oliver verfasste er die Buchreihe Hank Zipzer über ein Kind mit Lese- und Rechtschreibstörung, in der darauf basierenden Fernsehserie Hank Zipzer (2014–2017) übernahm Winkler die Rolle eines Lehrers und war zudem Produzent der Serie.

## Filmografie (Auswahl)
Schauspieler

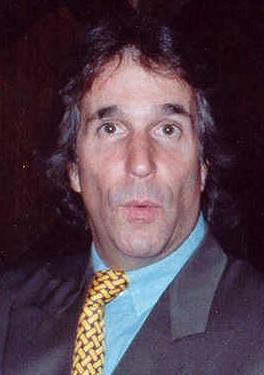
Henry Winkler (1990)

- 1973: The Mary Tyler Moore Show (Fernsehserie, Folge 4x10)
- 1974: Testament in Blei (Crazy Joe)
- 1974: Brooklyn Blues – Das Gesetz der Gosse (The Lord’s of Flatbush)
- 1974–1984: Happy Days (Fernsehserie, 255 Folgen)
- 1977: Helden von heute (Heroes)
- 1977: Die DeBolts und ihre 19 Kinder (Who Are the DeBolts? And Where Did They Get Nineteen Kids?) (Stimme)
- 1978: Das charmante Großmaul (The One and Only)
- 1978: Mork vom Ork (Mork and Mindy, Fernsehserie, Folge 1x01)
- 1982: Nightshift – Das Leichenhaus flippt völlig aus (Night Shift)
- 1985: Happily Ever After
- 1990: MacGyver (Fernsehserie, Folge 6x07 Der Wille von Harry)
- 1991: Zwischen Leben und Tod (Absolute Strangers, Fernsehfilm)
- 1993: The Only Way Out (Fernsehfilm)
- 1994: Eine Weihnacht (One Christmas, Fernsehfilm)
- 1994: Monty (Fernsehserie, 13 Folgen)
- 1996: Scream – Schrei! (Scream)
- 1997: Dad’s verrückte Woche (Dad’s Week Off, Fernsehfilm)
- 1997: Todesschüsse im Klassenzimmer: Ein Schüler nimmt Rache (Detention: The Siege at Johnson High, Fernsehfilm)
- 1998: South Park (Fernsehserie, Folge 2x07, Stimme)
- 1998: Ground Control
- 1998: Waterboy – Der Typ mit dem Wasserschaden (The Waterboy)
- 1999: Fünf Freunde in geheimer Mission (P.U.N.K.S.)
- 1999: Die Simpsons (The Simpsons, Fernsehserie, Folge 11x08, Stimme)
- 1999–2000: Practice – Die Anwälte (The Practice, Fernsehserie, 3 Folgen)
- 1999: Dill Scallion
- 2000: Den Einen oder Keinen (Down to You)
- 2000: Little Nicky – Satan Junior (Little Nicky)
- 2002: Law & Order: Special Victims Unit (Fernsehserie, Folge 3x20)
- 2003: Das Geheimnis von Green Lake (Holes)
- 2003–2006, 2013–2019: Arrested Development (Fernsehserie, 32 Folgen)
- 2005–2006: Out of Practice – Doktor, Single sucht … (Out of Practice, Fernsehserie, 21 Folgen)
- 2005: Crossing Jordan – Pathologin mit Profil (Crossing Jordan, Fernsehserie, 2 Folgen: 4x21, 5x01)
- 2006: Klick (Click)
- 2007: Hauptsache verliebt (I Could Never Be Your Woman)
- 2008: Leg dich nicht mit Zohan an (You Don’t Mess with the Zohan)
- 2008: Fröhliche Weihnachten, Drake & Josh (Merry Christmas, Drake & Josh, Fernsehfilm)
- 2008: The Most Wonderful Time of the Year (Fernsehfilm)
- 2008–2009: Numbers – Die Logik des Verbrechens (NUMB3RS, Fernsehserie, 3 Folgen)
- 2010: Group Sex – Die etwas andere Gruppentherapie (Group Sex)
- 2010–2013: Hero Factory (Fernsehserie, 8 Folgen)
- 2010–2014: Royal Pains (Fernsehserie, 22 Folgen)
- 2010–2016: Childrens Hospital (Fernsehserie, 58 Folgen)
- 2012: Das Schwergewicht (Here Comes the Boom)
- 2013–2014: Parks and Recreation (Fernsehserie, 9 Folgen)
- 2014–2016: Hank Zipzer (Fernsehserie, 32 Folgen)
- 2014–2017: King Julien (All Hail King Julien, 10 Folgen, Stimme)
- 2015: Larry Gaye – Völlig abgehoben (Larry Gaye: Renegade Male Flight Attendant)
- 2015: Drunk History (Fernsehserie, Folge 3x11)
- 2016: New Girl (Fernsehserie, Folge 5x02)
- 2016: SpongeBob Schwammkopf (SpongeBob SquarePants, Fernsehserie, Folge 9x20, Stimme)
- 2017: Sandy Wexler
- 2017–2022: Welpen Freunde (Disney Puppy Dog Pals, Fernsehserie, 6 Folgen)
- 2018–2023: Barry (Fernsehserie, 32 Folgen)
- 2020: Pink Skies Ahead
- 2021: The French Dispatch
- 2021: Die Flummel (Extinct, Stimme)
- seit 2021: Monster bei der Arbeit (Fernsehserie, Stimme)
- seit 2021: Rugrats (Fernsehserie, Stimme)
- 2022: Scream (Stimme)
- 2022: Close Enough (Fernsehserie, 2 Folgen)
- 2022: Black Adam

Regisseur
- 1984: All the Kids Do It
- 1988: Memories of Me
- 1993: Ein Cop und ein Halber (Cop and ½)
- 1996–1999: Clueless – Die Chaos-Clique (Clueless, Fernsehserie)
- 2000–2002: Sabrina – Total Verhext! (Sabrina, the Teenage Witch, Fernsehserie)

Produzent
- 1984: All the Kids Do It
- 1985: Der Volltreffer (The Sure Thing)
- 1985: MacGyver (Fernsehserie)
- 2003: Young MacGyver

## Auszeichnungen
- 1976–1978: Nominierung für den Emmy
- 1977/78: Golden Globe als Bester Serien-Hauptdarsteller in Happy Days
- 2018: Emmy als Bester Nebendarsteller – Comedyserie in Barry als Gene Cousineau